# Дранси
Дранси (фр. Drancy) је насељено место у Француској у Париском региону, у департману Сена Сен Дени.
По подацима из 2006. године број становника у месту је био 66.063.

## Демографија
| 1962.  | 1968.  | 1975.  | 1982.  | 1990.  | 1999.  | 2006.  | 2011.  |
| ------ | ------ | ------ | ------ | ------ | ------ | ------ | ------ |
| 65.890 | 68.467 | 64.430 | 60.183 | 60.707 | 62.263 | 66.063 | 66.635 |

## Партнерски градови
- Willenhall
- Ајзенхитенштат
- Gorée
- Праг
- Свилајнац